# Південноафриканський фунт
В 1825 фунт було визнано законним засобом платежу на теренах усієї Британської Імперії. В Південній Африці тоді існувала лише одна британська колонія Мис Доброї Надії. З часом фунт розповсюдився по всій південній Африці разом із британськими солдатами. Тоді фунт складався із 20 шилінгів, а кожен шилінг із 12 пенсів.

## Монети
У 1892 році, Республіка Трансвааль випустила перші монети 1, 3 і 6 пенсів, 1, 2, 2½ і 5 шиллінгів, ½ і 1 фунт.
У 1923 випущено монети ¼, ½, 1, 3 і 6 пенсів, 1, 2 флоріни, 2½ шилінги та ½ і 1 соверени. Монети були такої ж ваги як і британські, проте виготовлені із срібла 800 проби (від 3 пенсів до 2½ шилінгів). Золоті монети перебували в обігу до 1932 року.
На всіх монетах на аверсі зображено британського монарха із підписом латиною, а на реверсі напис "Південна Африка" англійською та африкаанс.

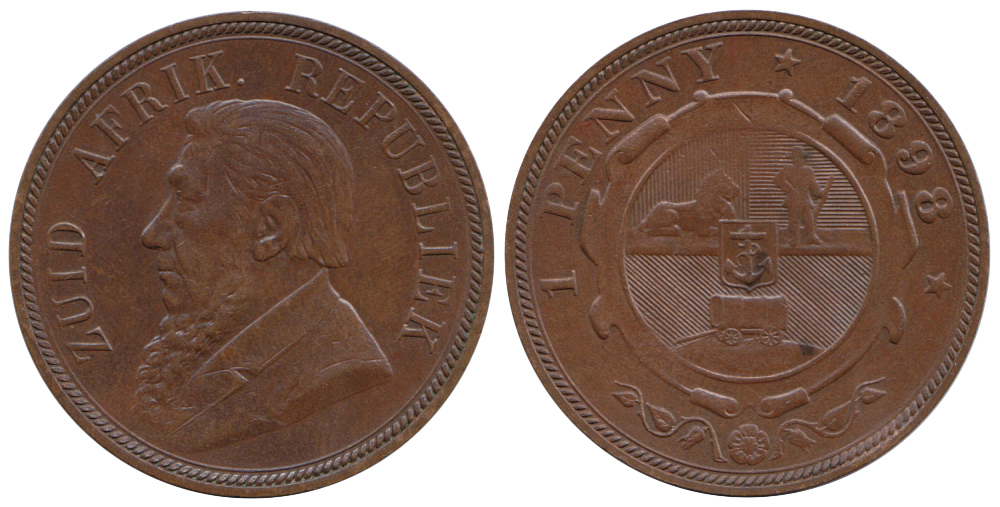
1 пенні 1989, Республіка Трансвааль
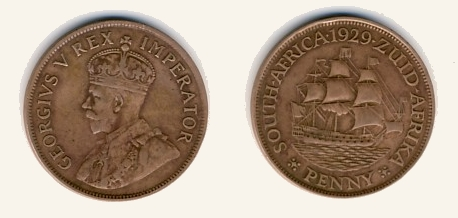
Пені, 1929
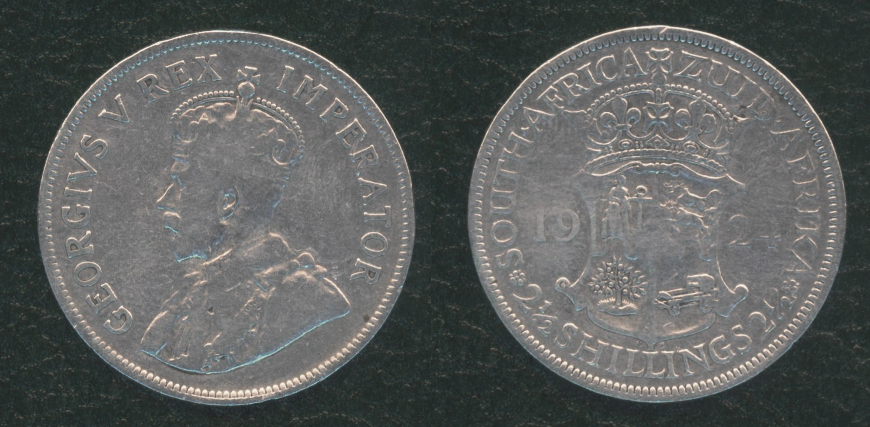
2,5 шилінги, 1924
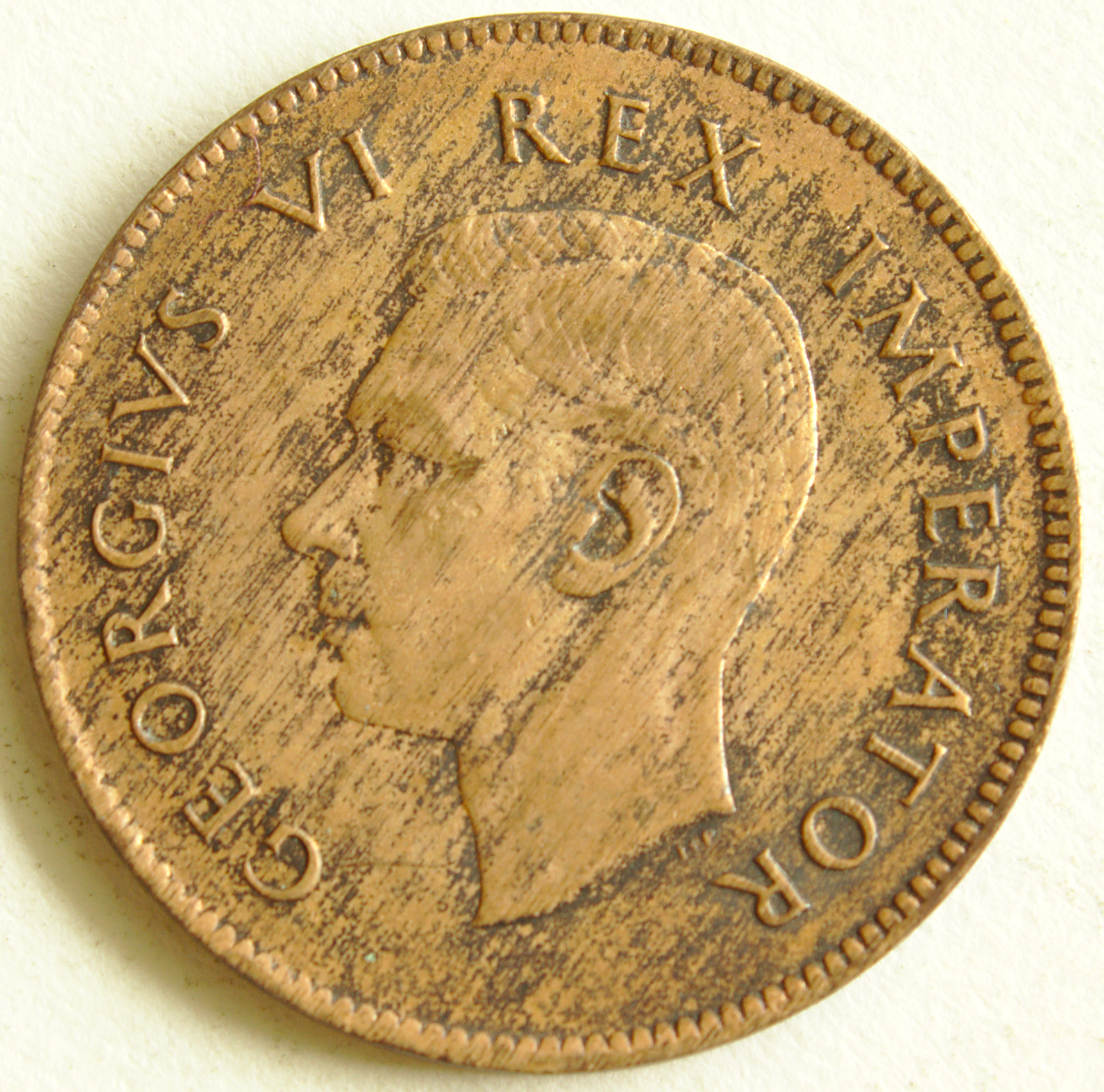
Фартінг, 1939
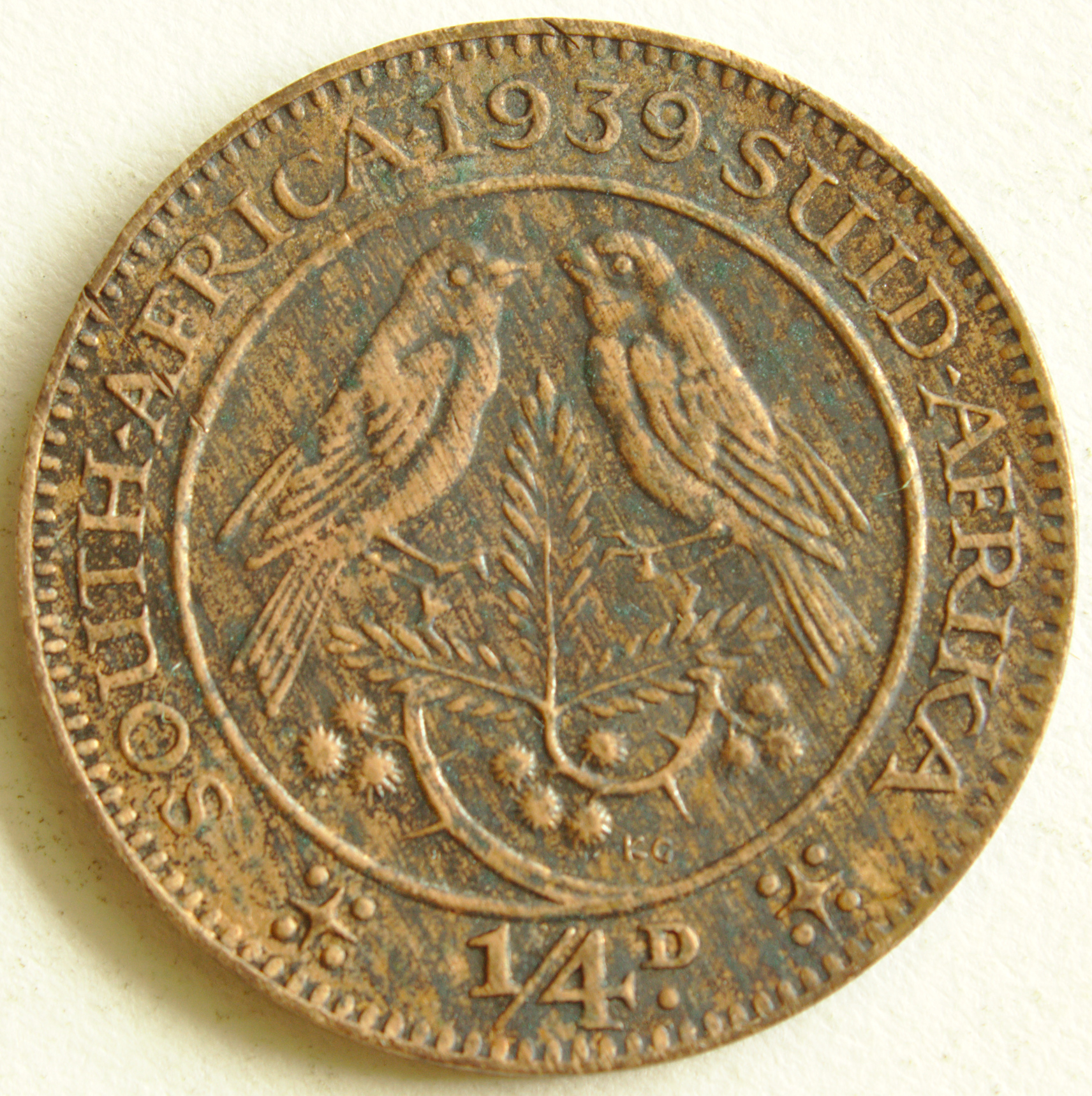
Фартінг, 1939
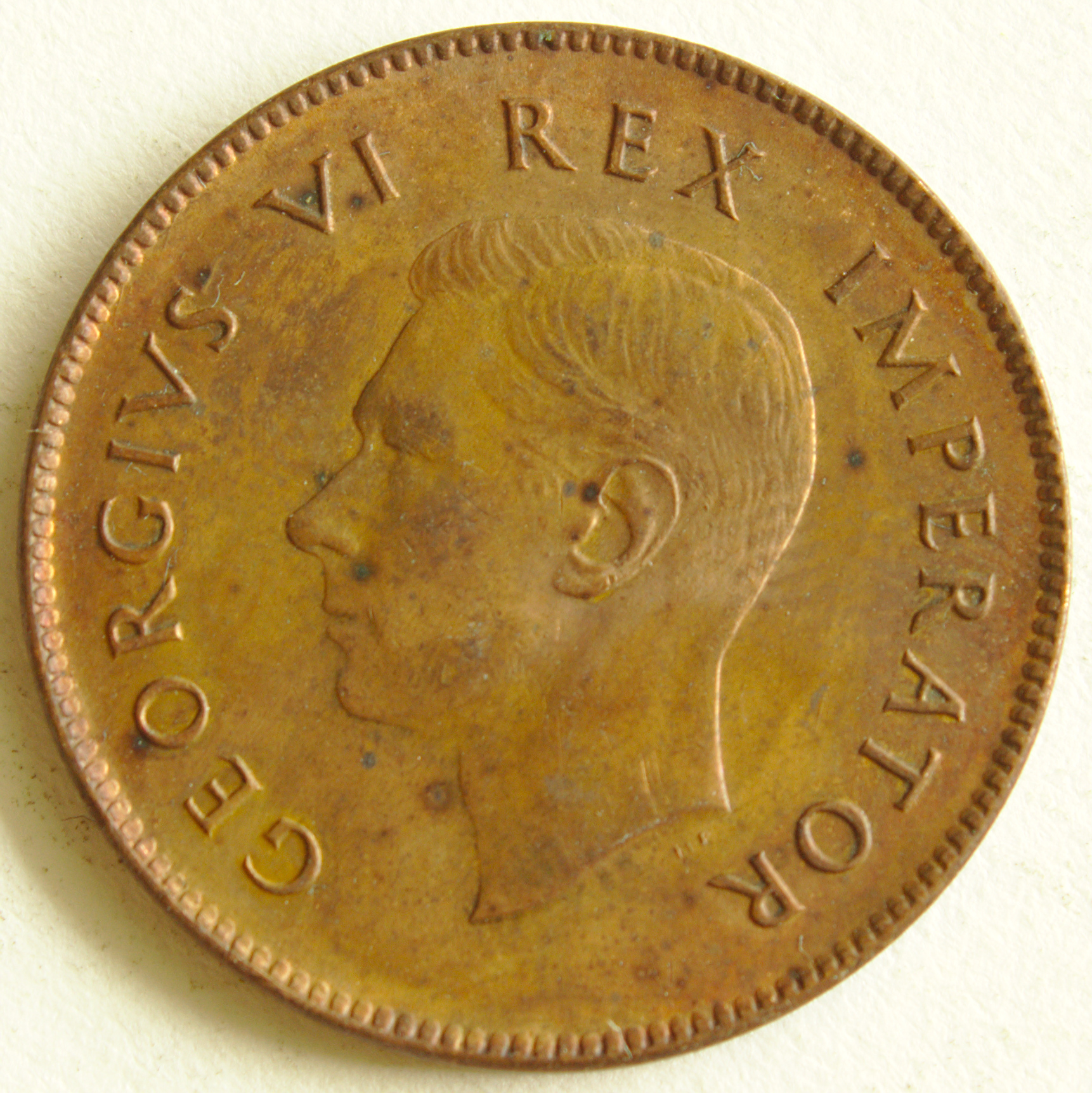
Фартінг, 1942
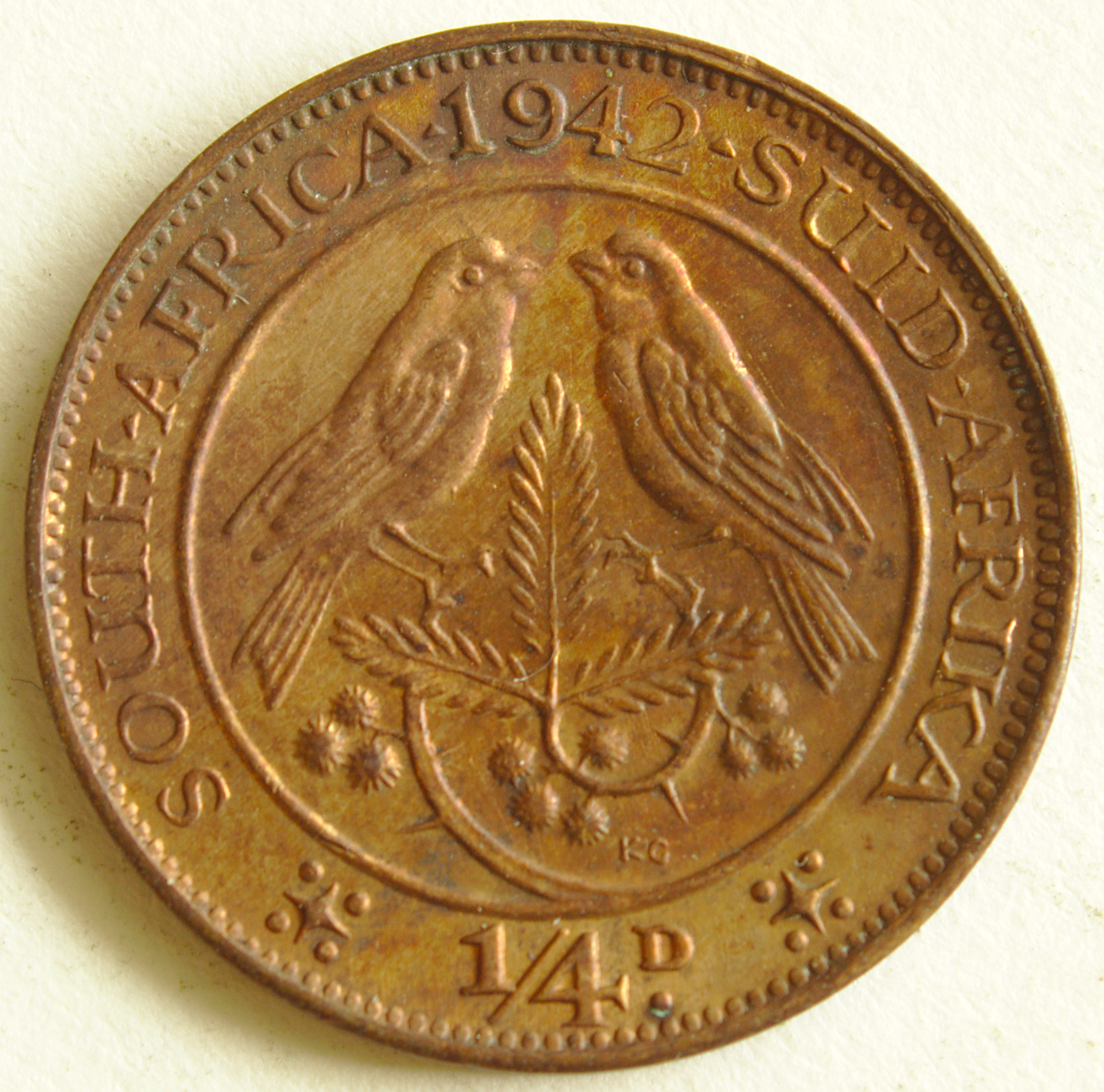
Фартінг, 1942
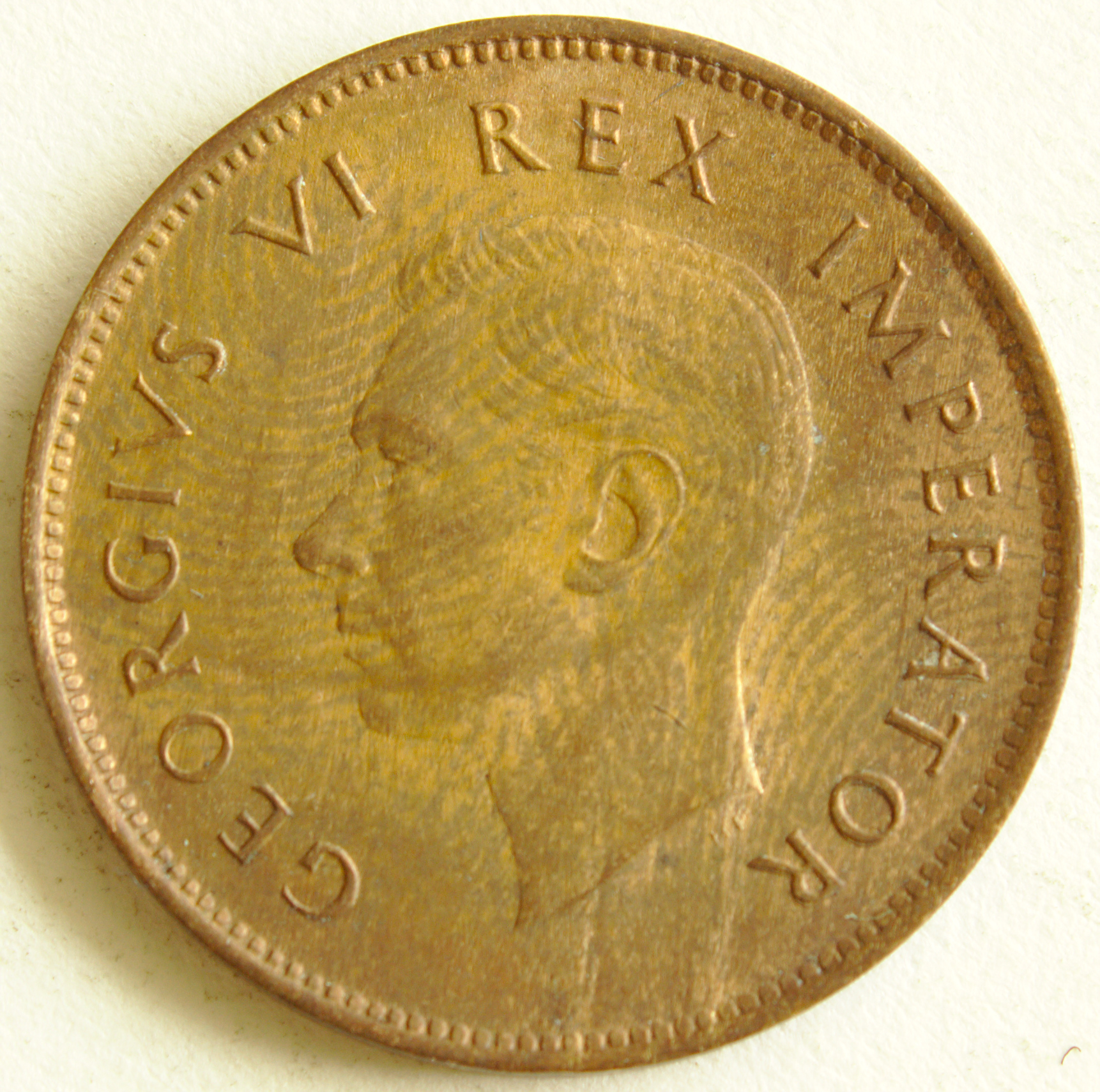
Фартінг, 1943
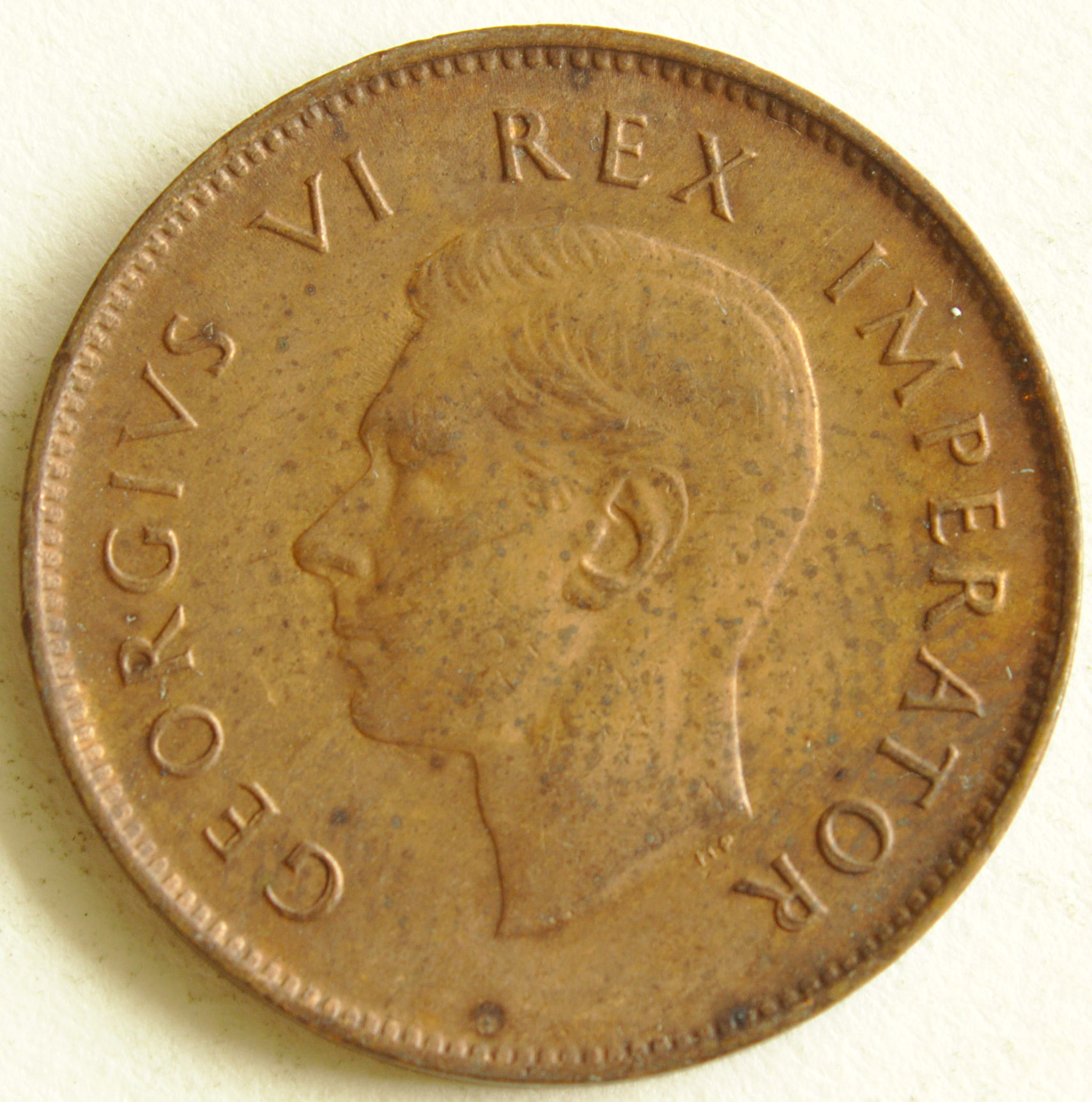
Фартінг, 1944
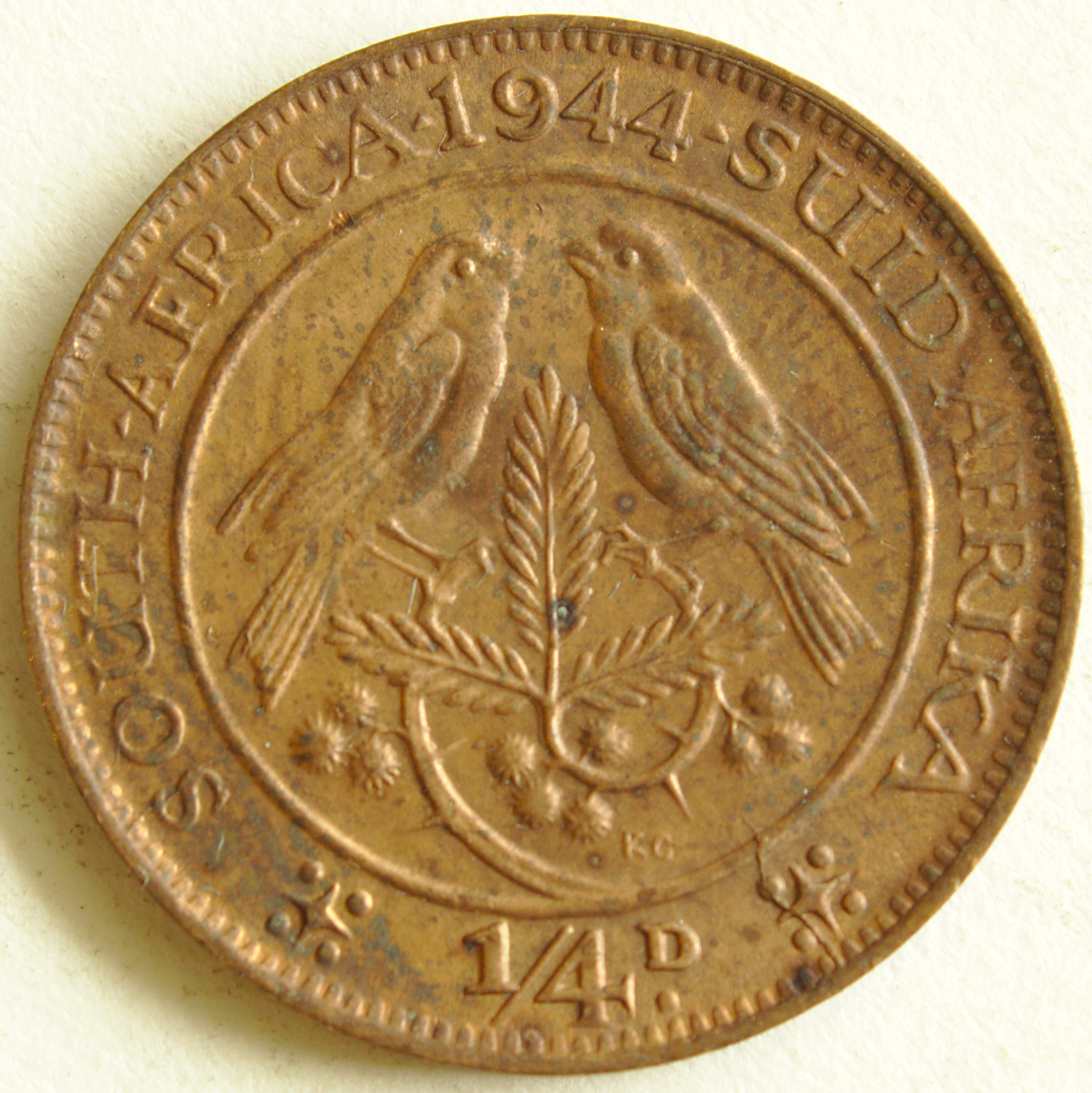
Фартінг, 1944
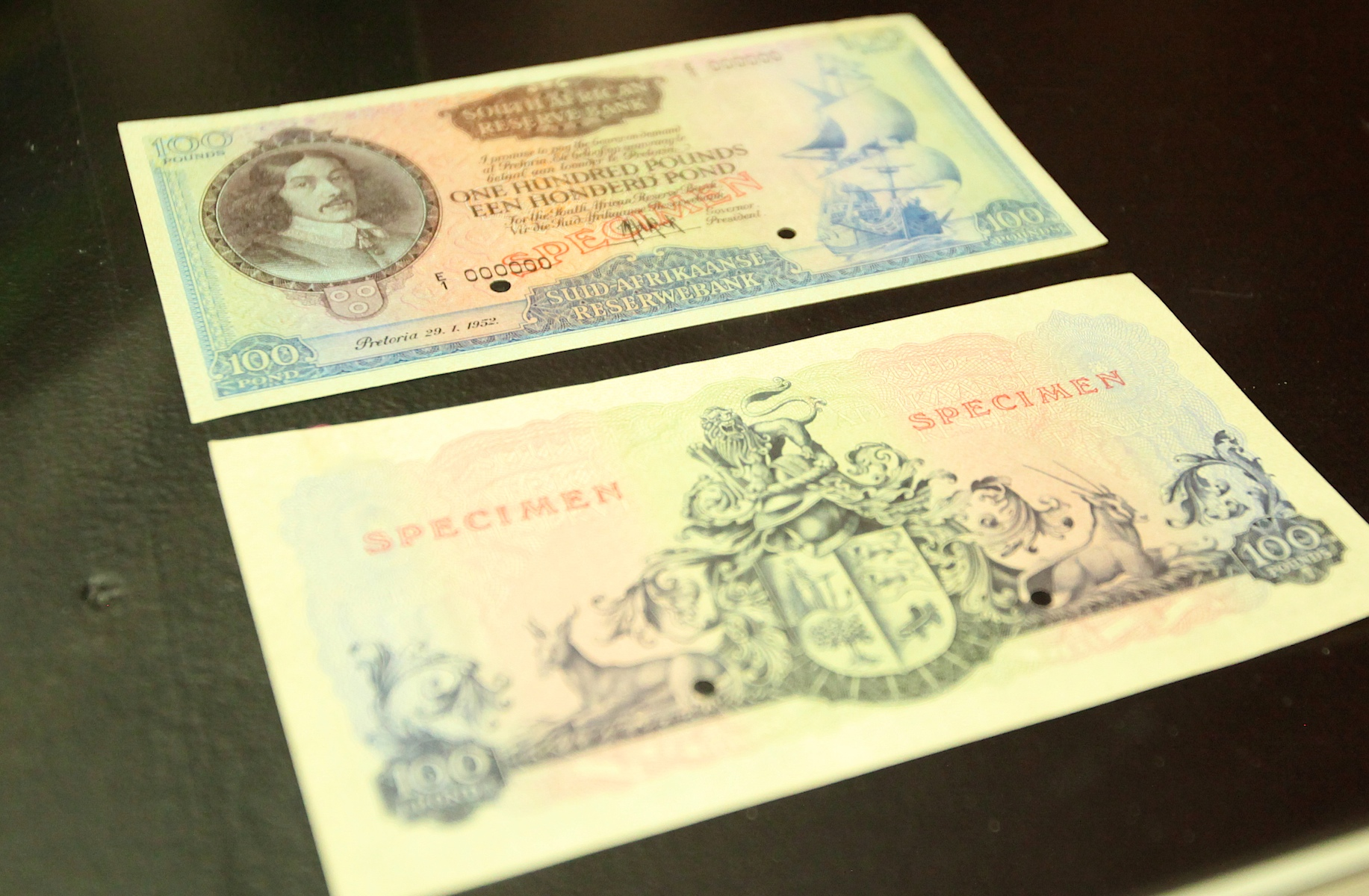
Зразок, 100 фунтів

## Банкноти
Уряд Мису Доброї Надії випустив 1 фунтову купюру в 1825 році, а 20-ти фунтову в 1834. Між 1869 та 1872 роками уряд Трансваалю випустив такі банкноти: 6 пенсів, 1, 2½, 5 і 10 шилінгів, 1, 5 і 10 фунтів. Під час Другої Бурської війни уряд випускав банкноти 1, 5, 10, 20, 50 та 100 фунтів.
В 1920 були випущені Золоті казначейські білети 1, 5, 100, 1000 та 10,000 фунтів. З 1921 Південно-Африканський Резервний Банк випустив банкноти 10 шилінгів, 1, 5, 20 та 100 фунтів. 20-ти фунтова купюра проіснувала до 1933, а 10-ти фунтов було введено в 1943.
Всі банкноти містять написи двома мовами, англійською та африкаанс. З 1948 існували купюри двох варіантів, в першому спочатку написи були англійською, а потім африкаанс, в іншому навпаки.